# Ghomczoghaj
Ghomczoghaj – wieś w Iranie, w ostanie Kurdystan, w szahrestanie Bidżar. W 2006 roku liczyła 276 mieszkańców.